# Ann Radcliffe
Ann Radcliffe (Holborn, Londen, 9 juli 1764 – aldaar, 7 februari 1823) was een Engels romanschrijfster van voornamelijk romantische thrillers die worden gerekend tot het genre van de gothic novel.
Radcliffe werd geboren als Ann Ward, een dochter van een Londense middenstander. Zij groeide op in een in kunst en cultuur geïnteresseerd milieu. In 1787 trouwde zij op 22-jarige leeftijd in Bath met de journalist William Radcliffe, eigenaar en redacteur van het tijdschrift The English Chronicle. Het huwelijk bleef kinderloos en Ann zette zich aan het schrijven, hierin aangemoedigd door haar echtgenoot.
Haar eerste roman, The Castles of Athlin and Dunbayne: a Highland Story, verscheen in 1789 en werd een jaar later gevolgd door A Sicilian Romance. Deze werken zetten de toon voor haar volgende boeken: de hoofdpersoon was meestal een onschuldige maar dappere jonge vrouw die verzeild raakte in mysterieuze kastelen met al even geheimzinnige eigenaren. Deze verhalen waren in haar tijd zeer populair en trokken een breed lezerspubliek, waaronder veel jonge vrouwen.
In 1791 verscheen The Romance of the Forest en in 1794 volgde het boek waardoor zij bekend is gebleven en dat uitgroeide tot een klassieker in de Engelse literatuur: The Mysteries of Udolpho. Haar overige werk omvat A Journey through Holland and the Western Frontier of Germany, een reisverhaal dat werd uitgegeven in 1795 en de romans The Italian (1797) en Gaston de Blondeville, dat in 1825 postuum werd gepubliceerd. In 1834 verscheen nog een verzameling gedichten die eerder in haar romans waren opgenomen.
Ann Radcliffes werk heeft invloed uitgeoefend op vele andere Engelstalige schrijvers, zowel binnen als buiten het genre van de gothic novel, zoals Sir Walter Scott, Charles Dickens, Lord Byron, William Wordsworth en Edgar Allan Poe. De roman Northanger Abbey van Jane Austen was een effectieve parodie op The Mysteries of Udolpho en het genre in het algemeen.
Ann Radcliffe leidde een teruggetrokken leven en trad nauwelijks in de openbaarheid. Zij overleed in 1823 aan de gevolgen van een longontsteking en werd begraven in Saint George's, Hanover Square in Londen.